# جنگ کرت (۲۰۵–۲۰۰ پیش از میلاد)
جنگ کرِت (۲۰۵ تا ۲۰۰ قبل از میلاد) سلسله نبردهایی بود که در آن از یک سو فیلیپ پنجم مقدونیه ، اتحادیه ایتولیان، بسیاری از شهرهای کرت (که اولوس و هیراپیتن مهمترین آنها بودند) و دزدان دریایی اسپارتی و از سوی دیگر نیروهای رودِس به کمک آتالوس اول پرگاموم, بیزانس, سیزیک, آتن و کنوسوس با یکدیگر جنگیدند.
مقدونی‌ها به تازگی جنگ اول مقدونی را به پایان رسانده بودند و فیلیپ، که شانس خود را برای شکست رودس مهیا می‌دید، با دزدان دریایی اتولی و اسپارتی که در آن هنگام به کشتی‌های رودسی هجوم می‌بردند، اتحاد تشکیل داد. فیلیپ همچنین با چندین شهر مهم جزیره کرت، مانند هیراپیتن و اولوس، متحد شد. با توجه به اینکه ناوگان و اقتصاد رودسی‌ها از غارت دزدان دریایی رنج می برد، فیلیپ معتقد بود که شانس او برای درهم شکستن رودس بالاست. او برای نیل به هدفش، با پادشاه امپراتوری سلوکی ، آنتیوخوس بزرگ ، علیه بطلمیوس پنجم مصر (امپراتوری سلوکی و مصر دو ایالت دیگر دیادوخی بودند) اتحاد تشکیل داد. سپس فیلیپ شروع به حمله به سرزمین های بطلمیوس و متحدان رودسی او در تراکیا و اطراف پروپونتیس کرد.
در سال 202 قبل از میلاد، رودس و متحدانش پرگاموم، سیزیکوس و بیزانس ناوگان خود را آماده کردند و فیلیپ را در نبرد خیوس شکست دادند. تنها چند ماه بعد، ناوگان فیلیپ آن‌ها را در نبرد لاد شکست داد. در حالی که فیلیپ در حال غارت قلمرو پرگاموم و حمله به شهرهای کاریا بود، آتالوس اول پرگاموم برای منحرف کردن مسیر جنگ به آتن رفت. او موفق شد با آتنی ها اتحاد برقرار سازد و آتن بلافاصله با مقدونی ها اعلان جنگ کرد. پادشاه مقدونیه نمی توانست در برابر این حادثه سکوت کند. او با نیروی دریایی خود و با تعدادی پیاده نظام به آتن حمله کرد. با این حال، رومیان به او هشدار دادند که عقب نشینی کند یا با روم که حامی آتن بود، هم روبرو خواهد شد. فیلیپ پس از آن که در جنگی دریایی از ناوگان رودس و پرگاموم شکست خورد، عقب نشینی کرد. اما قبل از عقب‌نشینی به شهر ابیدوس در هلسپونت هم حمله کرد. ابیدوس پس از یک محاصره طولانی سقوط کرد و اکثر ساکنان آن خودکشی کردند. فیلیپ اولتیماتوم رومی‌ها برای توقف حمله به دولت‌های یونانی را رد کرد و رومیان به مقدونیه اعلام جنگ کردند. این باعث شد که شهرهای کرت هیچ متحد اصلی نداشته باشند و بزرگترین شهر کرت، کنوسوس، به رودس پیوست. در مواجهه با این اتحاد بزرگ، هیراپیتن و اولوس تسلیم شدند و مجبور شدند معاهده ای را به نفع رودس و کنوسوس امضا کنند.